# Didou
Louie (Brasil) ou Lucas  (Portugal)(Didou no original francês) é uma série de televisão de animação produzida pela empresa francesa Millimages, criada por Isabeau Merle, adaptada da obra de Yves Got e dirigida por Frédéric Mege, Frédérick Chaillou e François Narboux. A série foi transmitida na France 5 em Zouzous, Nickelodeon, RTL Super, Disney Channel, ABC e CBeebies.
O desenho teve três temporadas: a primeira temporada teve 39 episódios, a segunda temporada contou também com 39 episódios e a sua terceira temporada com 36 episódios.

## Sinopse
Didou (Louie no Brasil) é um coelho branco que gosta de desenhar. Junto com sua amiga Yoko, uma joaninha que ajuda Louie em seus desenhos. Em cada episódio, Louie e Yoko tem um problema, e para resolvê-los, os dois amigos desenham coisas que podem virar reais e até se mexer. Os seus desenhos sempre os ajudam em qualquer problema que tenham em cada episódio.

## Dublagem
- Louie: Daniel Figueira
- Yoko: Bianca Alencar

Estúdio: Vox Mundi

## Produção
- Direção: Frédéric Mege, Frederick Chaillou, François Narboux
- Produtores:Roch Lener, Jonathan Peel, Maria Carolina Villand
- Gerentes de Produção:Marc Dhrami, Antoine Vimal, Severine Modzelewski
- Diretores Assistentes:Yann Popelier, Caroline Audebert
- Trilha Sonora: Eduardo Makaroff , Paul Lazar
- Efeitos Sonoros:Bruno Guéraçague
- Encenação:Pierre Cerruti, Wilson Dos Santos, Mohamed Labidi, Eric Gosselet, Michael Armellino
- Diretor de Animação:François Narboux
- Animação:Capucine Latrasse, Christophe Calissoni, Barbara Maleville, Marie-Hélène Vernerie, Graziella Petrini, Sophie Dupont, Laetitia Dupont, Stéphane Cronier, Christophe Nguyen, Maeva Saiz, Vang Xiong, Yannick Zanchetta
- Edição:Alain Lavallée, Thibaud Caquot

## Episódios
Todos os títulos de cada episódio começam com Louie, desenha um ou uma...

### 1.ª Temporada
- 1-Casa
- 2-Caracol
- 3-Camelo
- 4-Cachorro
- 5-Flor
- 6-Rinoceronte
- 7-Pinguim
- 8-Golfinho
- 9-Carro
- 10-Barco
- 11-Dragão
- 12-Robô
- 13-Foguete
- 14-Avestruz
- 15-Crocodilo
- 16-Ovelha
- 17-Cavalo
- 18-Tobogã
- 19-Avião
- 20-Vaca
- 21-Camaleão
- 22-Canguru
- 23-Elefante
- 24-Balão
- 25-Caminhão de Bombeiros
- 26-Castor
- 27-Sapo
- 28-Esquilo
- 29-Árvore
- 30-Bolo
- 31-Castelo
- 32-Leão
- 33-Leão Marinho
- 34-Pelicano
- 35-Piano
- 36-Rena
- 37-Macaco
- 38-Trator
- 39-Trem

### 2.ª Temporada
- 1-Borboleta
- 2-Porco
- 3-Guincho
- 4-Espantalho
- 5-Papagaio
- 6-Girafa
- 7-Hipopótamo
- 8-Farol
- 9-Trenó
- 10-Rato
- 11-Guindaste
- 12-Submarino
- 13-Coala
- 14-Lobo
- 15-Coruja
- 16-Baleia
- 17-Caranguejo
- 18-Disco Voador
- 19-Helicóptero
- 20-Carrinho de Mão
- 21-Carrossel
- 22-Limpa Neves
- 23-Polvo
- 24-Íbex
- 25-Dinossauro
- 26-Flamingo
- 27-Navio Pirata
- 28-Yeti
- 29-Chita
- 30-Urso
- 31-Mamute
- 32-Treinador
- 33-Diligente
- 34-Cegonha
- 35-Gato
- 36-Doninha
- 37-Toupeira
- 38-Fantasma
- 39-Bruxa

### 3.ª Temporada
- 1-Pombo
- 2-Monstro do Lago Ness
- 3-Iglu
- 4-Águia
- 5-Aranha
- 6-Pirata
- 7-Pavão
- 8-Tenda
- 9-Galo
- 10-Palhaço
- 11-Torta
- 12-São Bernado
- 13-Lontra
- 14-Cobra
- 15-Fada
- 16-Patinete
- 17-Asa-Delta
- 18-Panda
- 19-Tigre
- 20-Tubarão
- 21-Diabo
- 22-Tartaruga
- 23-Burro
- 24-Barco
- 25-Antílope
- 26-Carro de Polícia
- 27-Ambulância
- 28-Ouriço
- 29-Lama
- 30-Caminhão de Lixo
- 31-Pá
- 32-Ogro
- 33-Morcego
- 34-Gênio
- 35-Trailer
- 36-Marmota